# Лёдла
Лёдла (нем. Lödla) — община в Германии, районный центр, расположена в земле Тюрингия. 
Входит в состав района Альтенбург. Подчиняется управлению Розиц.  Население составляет 715 человек (на 31 декабря 2010 года). Занимает площадь 4,30 км².
Коммуна подразделяется на 4 сельских округа.